# Tempéreuse

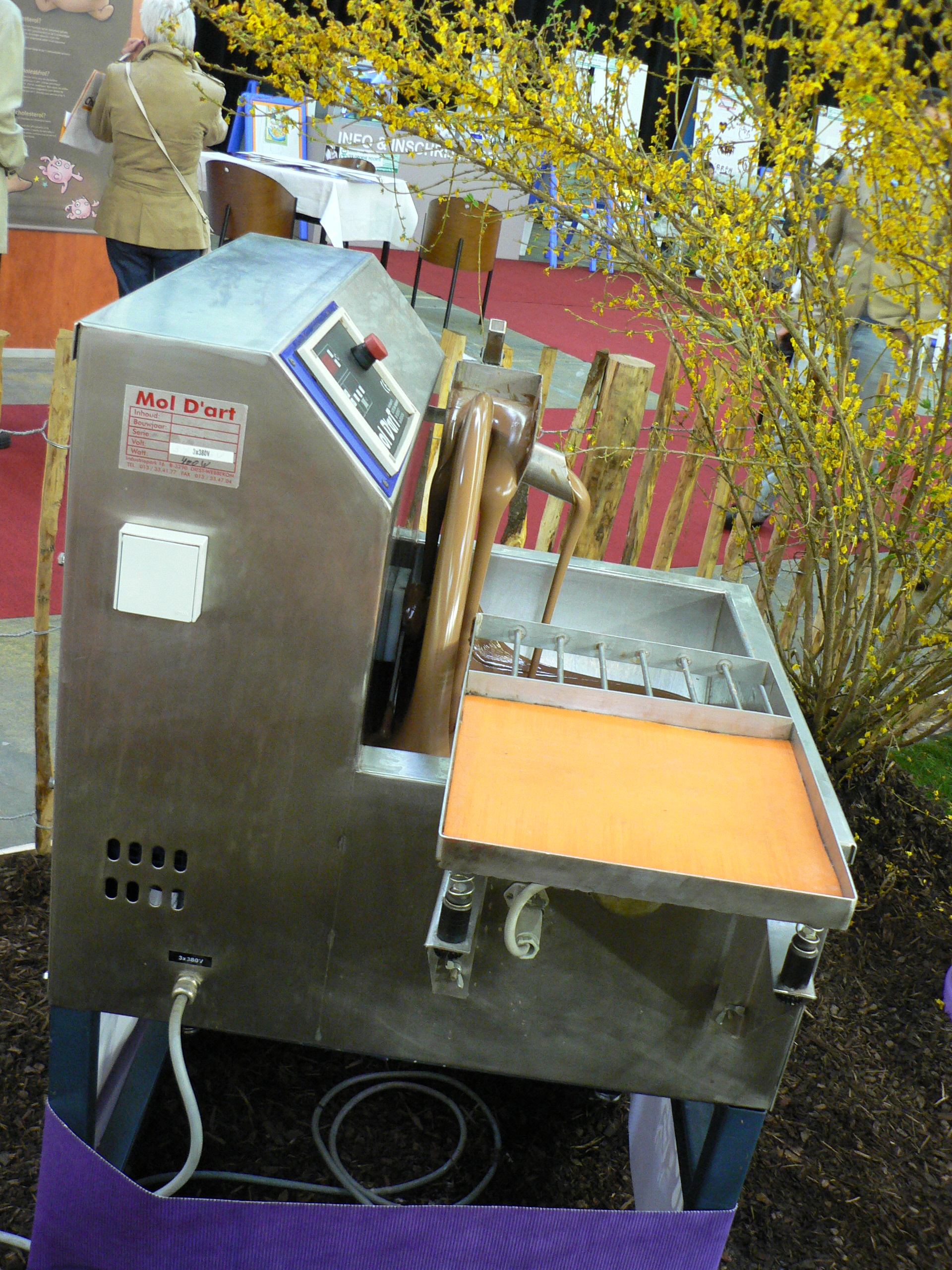
Une tempéreuse.

La tempéreuse est un appareil utilisé dans la fabrication du  chocolat. Il permet de faire fondre la couverture à 50 °C,(45 °C pour la couverture lactée et (tmp 40 degrés pour la couverture ivoire), de refroidir à 25 °C - 27 °C puis de remonter et stabiliser la température à 30 °C - 32 °C (28 °C pour la couverture lactée) sans manipulation de récipients et sans sortir le chocolat.
Le refroidissement est créé par un flux d'eau froide généré automatiquement par la tempéreuse, ou bien par un système de refroidissement par air, pour assurer la cristallisation du chocolat.
Ceci permet d'éviter que le chocolat ne blanchisse au contact de l'humidité des tours ou du bain-marie, et aussi pour des raisons d'hygiène.
Le chocolat est donc toujours à la bonne température de travail.